# دره بیژن علیا
دره بیژن علیا، روستایی از توابع بخش بیرانوند شهرستان خرم‌آباد در استان لرستان ایران است.

## جمعیت
این روستا در دهستان بیرانوند جنوبی قرار دارد و براساس سرشماری مرکز آمار ایران در سال ۱۳۸۵، جمعیت آن ۷۶ نفر (۱۵خانوار) بوده‌است.
جمعیت این روستا بیشتر از طایفه حافظ و همه بگ می‌باشد . دارای چشمه‌ها و درختان زیادی می‌باشد